# Dhivër
Dhivër là một xã trong quận Sarandë thuộc hạt Vlorë, Albania. Dân số năm 2005 là 1594 người.